# Liste der Justizminister von Niedersachsen
Liste der Justizminister von Niedersachsen.

## Justizminister Niedersachsen (seit 1946)
| Name                                              | Amtsantritt                                  | Kabinett                          | Partei              |
| Minister der Justiz                               | Minister der Justiz                          | Minister der Justiz               | Minister der Justiz |
| ------------------------------------------------- | -------------------------------------------- | --------------------------------- | ------------------- |
| Wilhelm Ellinghaus                                | 25. November 1946                            | Kopf I                            | SPD                 |
| Werner Hofmeister                                 | 11. Juni 1947                                | Kopf II                           | CDU                 |
| Minister für Justiz und Entnazifizierung          |                                              |                                   |                     |
| Werner Hofmeister                                 | 13. Oktober 1947 9. Juni 1948                | Kopf II Kopf III                  | CDU                 |
| Minister der Justiz                               |                                              |                                   |                     |
| Werner Hofmeister                                 | 22. Mai 1949                                 | Kopf III                          | CDU                 |
| Otto Krapp                                        | 23. August 1950 13. Juni 1951                | Kopf III Kopf IV                  | Zentrum             |
| Hinrich Wilhelm Kopf                              | 1. Dezember 1953                             | Kopf IV                           | SPD                 |
| Richard Langeheine                                | 26. Mai 1955                                 | Hellwege I                        | DP                  |
| Arvid von Nottbeck                                | 3. Oktober 1956                              | Hellwege I                        | FDP                 |
| Werner Hofmeister                                 | 19. November 1957                            | Hellwege II                       | CDU                 |
| Arvid von Nottbeck                                | 12. Mai 1959 29. Dezember 1961 12. Juni 1963 | Kopf V Diederichs I Diederichs II | FDP                 |
| Gustav Bosselmann                                 | 19. Mai 1965 8. Juli 1970                    | Diederichs III Diederichs IV      | CDU                 |
| Hans Schäfer                                      | 8. Juli 1970 10. Juli 1974                   | Kubel I Kubel II                  | SPD                 |
| Ernst Albrecht                                    | 6. Februar 1976                              | Albrecht I                        | CDU                 |
| Hans Puvogel                                      | 12. Mai 1976 19. Februar 1977                | Albrecht I Albrecht II            | CDU                 |
| Ernst Albrecht                                    | 4. April 1978                                | Albrecht II                       | CDU                 |
| Hans-Dieter Schwind                               | 28. Juni 1978                                | Albrecht III                      | CDU                 |
| Walter Remmers                                    | 22. Juni 1982 9. Juli 1986                   | Albrecht IV Albrecht V            | CDU                 |
| Heidrun Merk                                      | 21. Juni 1990 23. Juni 1994                  | Schröder I Schröder II            | SPD                 |
| Minister der Justiz und für Europaangelegenheiten |                                              |                                   |                     |
| Heidrun Merk                                      | 5. November 1996                             | Schröder II                       | SPD                 |
| Wolf Weber                                        | 30. März 1998 22. Oktober 1998               | Schröder III Glogowski            | SPD                 |
| Minister der Justiz                               |                                              |                                   |                     |
| Wolf Weber                                        | 15. Dezember 1999                            | Gabriel                           | SPD                 |
| Christian Pfeiffer                                | 13. Dezember 2000                            | Gabriel                           | SPD                 |
| Elisabeth Heister-Neumann                         | 4. März 2003                                 | Wulff I                           | CDU                 |
| Bernd Busemann                                    | 26. Februar 2008 1. Juli 2010                | Wulff II McAllister               | CDU                 |
| Antje Niewisch-Lennartz                           | 19. Februar 2013                             | Weil I                            | Grüne               |
| Barbara Havliza                                   | 22. November 2017                            | Weil II                           | CDU                 |
| Kathrin Wahlmann                                  | 8. November 2022 20. Mai 2025                | Weil III Lies                     | SPD                 |